# Dynamite (álbum de Jamiroquai)
Dynamite es el título del sexto álbum de estudio de la banda de Funk Jamiroquai. Hasta ahora es quizás el disco más diverso de la banda y también uno de los discos más destacados de ella, incorporando Electrónica, Funk, Disco, House, y canciones acústicas.
Fue lanzado al mercado el 15 de julio del 2005 en Japón, y el 21 de junio en Australia y Reino Unido.
Las canciones más destacadas del disco, que son grandes éxitos de la banda, son: Dynamite, Seven Days In Sunny June, con una fuerte presencia del Funk. En el disco también hay presencia de canciones electrónicas como "Electric Mistress"; otras de sonido más Jazz como es el caso de Tallulah y otras con un sonido de música disco que son muy exitosas como es el caso de los éxitos (Don't) Give Hate a Chance y Starchild, que son muy populares entre los aficionados de la banda.
Sin embargo, en las sucesivas giras de la banda tras el lanzamiento de álbum Dynamite (Rock Dust Light Star Tour y Automaton Tour), no han tocado ningún tema de este álbum en directo, a excepción de un show realizado en París en el año 2011, donde tocaron en vivo el tema Dynamite, otro concierto en Málaga, España donde tocaron Feels Just Like It Should y en el festival de la canción de Viña del Mar, donde tocaron (Don't) Give Hate a Chance y en Argentina, durante su recital en el Hipódromo de Palermo hicieron delirar al público con Seven Days in Sunny June

## Lista de canciones
1. "Feels Just Like It Should" (Kay, Jay) - 3:42
2. "Dynamite" (Johnson/Kay, Jay) - 4:57
3. "Seven Days in Sunny June" (Johnson/Kay, Jay) - 3:59
4. "Electric Mistress" (Harris/Johnson/Kay, Jay) - 3:56
5. "Starchild" (Harris/Johnson/Kay, Jay) - 5:13
6. "Loveblind" (Harris/Johnson/Kay, Jay) - 3:35
7. "Talullah" (Harris/Kay, Jay) - 6:04
8. "(Don't) Give Hate a Chance" (Harris/Johnson/Kay, Jay) - 5:02
9. "World That He Wants" (Johnson/Kay, Jay) - 3:14
10. "Black Devil Car" (Harris/Kay, Jay) - 4:45
11. "Hot Tequila Brown" (Harris/Johnson/Kay, Jay) - 4:40
12. "Time Won't Wait" (Harris/Johnson/Kay, Jay) - 5:01

## Posicionamiento
| Listas (2005)                     | Posición |
| --------------------------------- | -------- |
| Australian ARIA Album Chart       | 3        |
| Austrian Albums Chart             | 10       |
| Belgian Albums Chart (Flanders)   | 15       |
| Belgian Albums Chart (Wallonia)   | 10       |
| Danish Albums Chart               | 22       |
| Dutch Albums Chart                | 5        |
| Finnish Albums Chart              | 6        |
| French SNEP Albums Chart          | 2        |
| German Media Control Albums Chart | 6        |
| Italian Albums Chart              | 3        |
| Japanese Oricon Albums Chart      | 8        |
| New Zealand Albums Chart          | 18       |
| Portuguese Albums Chart           | 14       |
| Spanish Albums Chart              | 18       |
| Swedish Albums Chart              | 25       |
| Swiss Albums Chart                | 3        |
| UK Albums Chart                   | 3        |
| U.S. Billboard 200                | 145      |